# Інститут польської політики
Інститут польської політики — незалежна некомерційна установа в Польщі, заснована 1992 р. з метою публікації розвідок про розбудову демократії, зокрема з тематики сучасної історії та національних конфліктів в Україні, Білорусі, Росії, Румунії, Естонії, а також з питань економіки та соціального захисту в Польщі, самоврядування в Польщі та Німеччині. 
Джерела фінансування — гранти від фондів. 
Постійних співробітників Інститут не має, асоційованих — 3 чол.